# سوفی لوبیر
سوفی لوبیر (فرانسوی: Sophie Loubière‎؛ زادهٔ ۱۰ دسامبر ۱۹۶۶) رمان‌نویس و روزنامه‌نگار اهل فرانسه است. او در سال ۱۹۹۵ برنده جایزهٔ استعداد نو رادیو (SACD) شد. رمان قهوهٔ سیاه (۲۰۱۳) معروفترین اثر اوست.